# Барков, Александр Эдгардович
Алекса́ндр Эдга́рдович Барко́в (род. 17 апреля 1965, Новосибирск) — советский и российский хоккеист, центральный нападающий. Тренер молодёжного хоккейного клуба «Спартак».

## Игровая карьера
Начинал играть в хоккей в Новосибирске у тренера Фёдора Михайловича Сдобникова.
С 17 лет — в составе «Сибири». Вскоре перешёл в московский «Спартак». В середине 1993, по окончании контракта со «Спартаком», уехал играть в Италию. С сезона 1994/95 — в составе финского клуба «Таппара», за который играл почти до 40 лет.
В 1992, 1997 и 1999 годах играл за сборную России на чемпионатах мира. В 1997 году набрал 8 очков в 9 матчах.

## Тренерская карьера
В 2010 году вошёл в тренерский штаб магнитогорского «Металлурга», выступающего в КХЛ, а в 2011 году его возглавил. Спустя месяц после начала регулярного чемпионата (6 октября) был уволен с тренерской должности.
В 2012 году вошёл в тренерский штаб казанского «Ак Барса».
С 2017 по 2019 год — главный тренер «Куньлунь Ред Стар Юниор» (МХЛ).
С января 2020 года входил в штаб «Лады» (ВХЛ), а в апреле 2020 года стал главным тренером команды. В конце июля 2021 года стало известно, что российский специалист возглавил молодёжную сборную Эстонии. Также он вошёл в штаб Юсси Тупамяки в главной команде страны.
22 декабря 2022 года вошёл в тренерский штаб Филиппа Метлюка в МХК «Спартак». 20 июня 2023 года был назначен главным тренером МХК «Спартак». 24 мая 2025 года привёл команду к победе в Кубке Харламова. 4 июня 2025 года продлил контракт с клубом на два года.

## Личная жизнь
Сын — Александр Барков, родившийся в Тампере, был выбран на драфте НХЛ 2013 года под общим вторым номером. Призёр Олимпийских игр и чемпионата мира в составе сборной Финляндии, капитан клуба НХЛ «Флорида Пантерз», двукратный обладатель Кубка Стэнли.

## Достижения
В качестве главного тренера
- Обладатель Кубка Харламова: 2025
- Лучший тренер сезона в чемпионате МХЛ: 2024/25[10]